# Lenka (rozhledna)
Lenka je dřevěná rozhledna o výšce 8 metrů stojící v nadmořské výšce 663 m n. m. jihozápadním směrem od Teplic nad Metují. Vznikla na jaře roku 2009 a výhled je odsud na Jiráskovy skály, Orlické hory či vrchol Ostaš. Stavba je dvoupatrová, přičemž výhled je možný až z vrchního patra, které je přístupné po žebříku.